# 蜜豆
蜜豆（日语：／ Mitsumame），是一种日式甜点，主要原料是赤豌豆（日语：赤えんどう豆），即红色的麻豌豆，有时也用红豆代替。蜜豆原本是日本的一种夏季特色食物，但是现在一年四季都可以食用。